# 武松

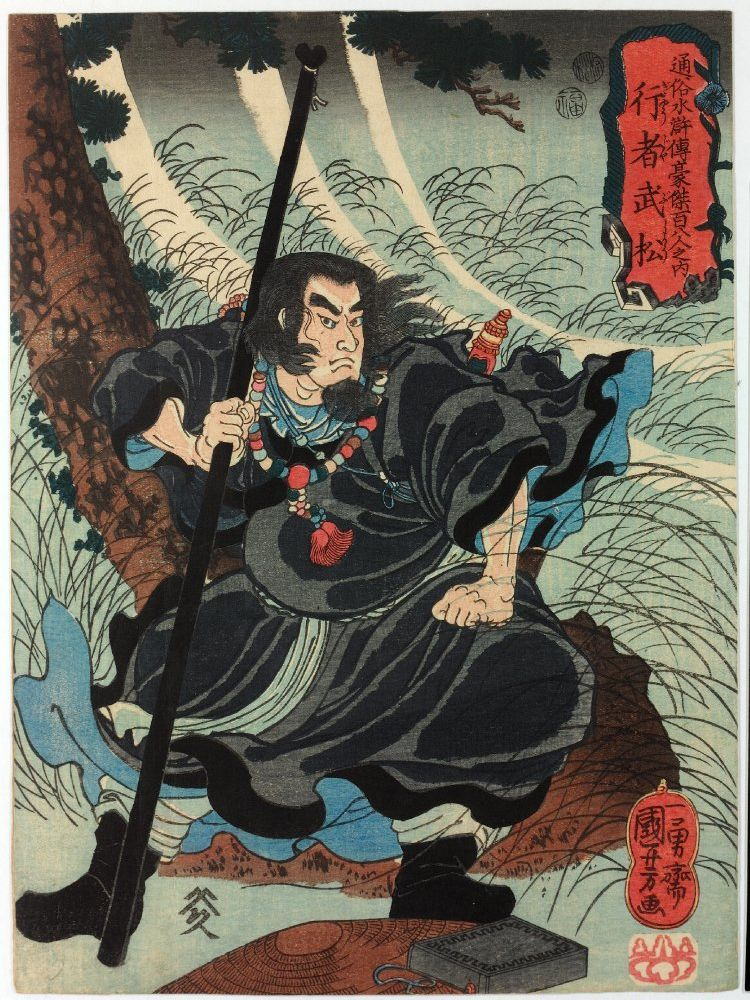
通俗水滸伝豪傑百八人之内・行者武松

武 松（ぶ しょう）は、中国の小説で四大奇書の一つである『水滸伝』(金瓶梅)の登場人物。梁山泊108人の豪傑の1人。人喰い虎退治、潘金蓮と西門慶の仇討ちなどで知られる。

## キャラクター概要

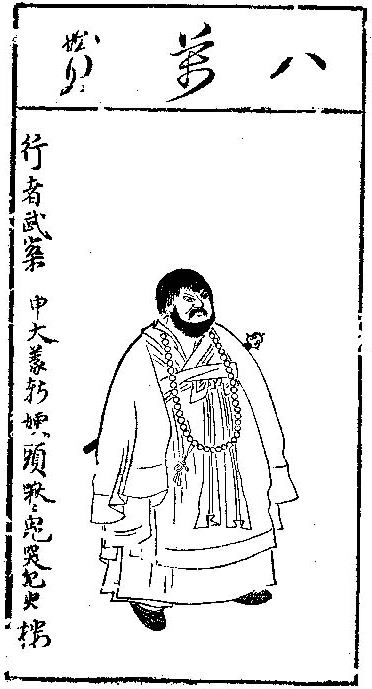
明代に描かれた武松。陳洪綬画

天傷星の生まれ変わりで、序列は梁山泊第十四位の好漢。渾名は行者（ぎょうじゃ）で、修行者の姿をしていることに由来。
鋭い目と太い眉をもつ精悍な大男で、無類の酒好き。拳法の使い手であり、行者姿になってからは2本の戒刀も用いた。実兄は武大。嫂（あによめ）は潘金蓮。宋江、張青、孫二娘、施恩とは義兄弟。
二十三回から10回に渡り主人公として活躍し、特にこの10回のことは「武十回」と呼ばれ、四大奇書の一つである『金瓶梅』は、この「武十回」をさらに詳しく描いた作品である。また、孟州到着までとその後で性格が変化していることから、元々は主人公も別の異なる話を組合わせて作られたとされ、『水滸伝』が様々な説話を集合させて作られたという説明の引き合いに出される事が多い。

## 物語中での活躍

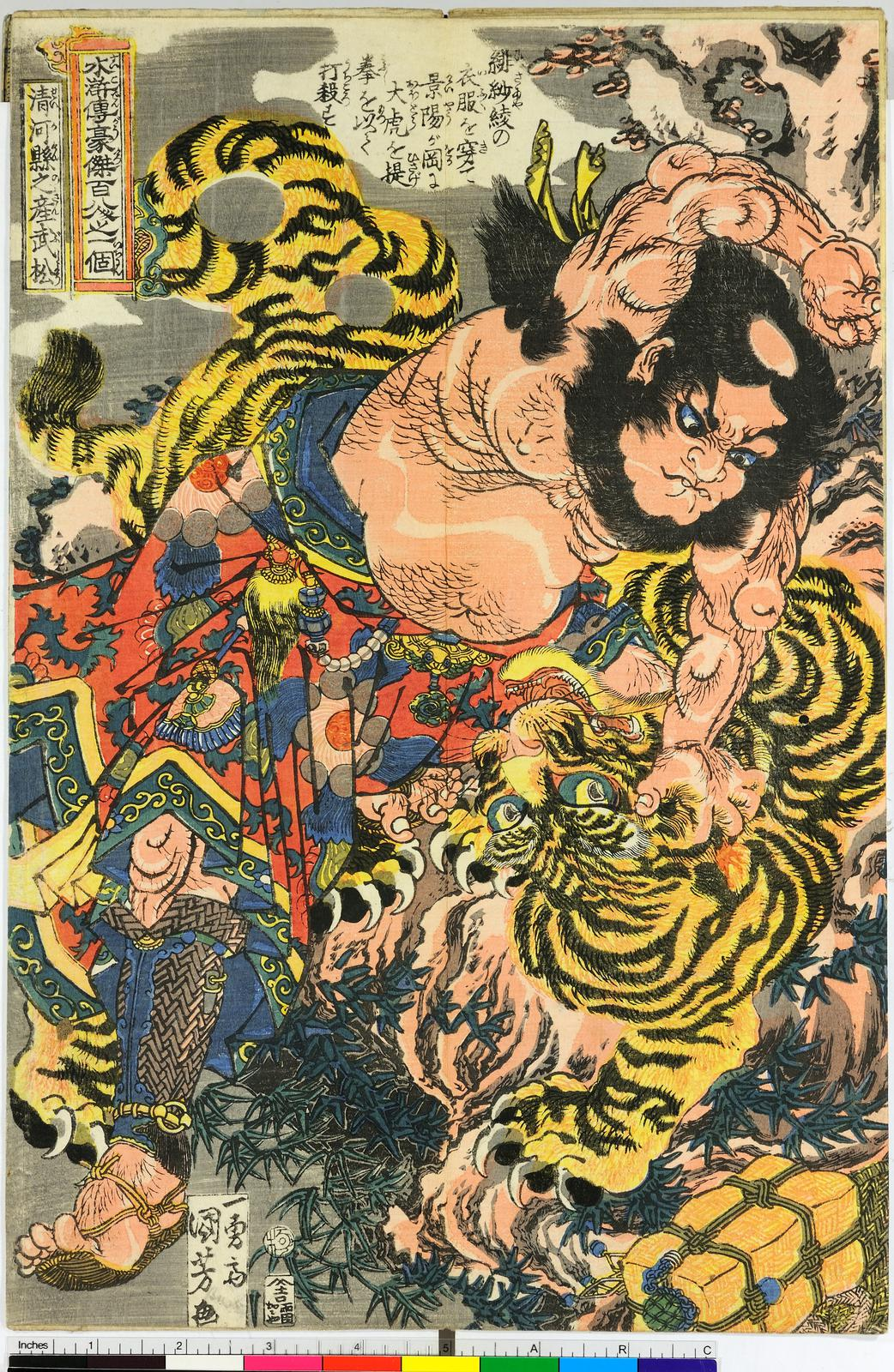
武松の虎退治。歌川国芳画「通俗水滸伝豪傑百八人之一個」

酒のため誤って役人を殺したという理由で柴進の屋敷に身を寄せ隠れていた。そこで逃亡してきた宋江と出会い義兄弟の契りを結ぶ。その後、殺したと思っていた役人が実は失神しただけということが判明し、故郷の清河県へ帰る途中で、景陽岡の人食い虎を退治したことにより、陽穀県の都頭に取り立てられる。更にその街で働いていた兄・武大と再会したが、武大は武松が出張している間に嫂の潘金蓮とその情夫・西門慶によって毒殺される。兄の死に疑問を持った武松は奔走して確かな証拠を掴み、兄の四十九日に潘金蓮と西門慶を殺害して仇討ちを果たし、その足で県に自首し孟州に流罪となった（『金瓶梅』では2人を討ち漏らし、後日になって西門慶の没後に武松に近づいた潘金蓮に仇討ちする）。
護送中、立ち寄った酒屋（張青、孫二娘夫婦が経営）で振る舞われた酒に一服盛られるが、感づいてかかった振りをして倒れ、肉饅頭にしようとした張青夫婦を逆に懲らしめた。孟州に入ると、典獄の息子であり盛り場の顔役であった施恩の世話となる。ところが、施恩と盛り場を巡り対立していた張団練配下の蔣門神（蔣忠）を叩きのめしたことにより恨みを買い、孟州に赴任した張団練の一族である総督の張蒙方に冤罪を着せられて再度流罪となった。さらに護送中に刺客に襲われたことにより激怒し、刺客や護送役人を返り討ちにし、蔣門神と張団練と張蒙方一家を皆殺しにすると、今度は自首せず逃亡。その途中、張青夫婦と再会し、魯智深や楊志がいる青州二竜山へとの入山を勧められ向かうこととなる。なお、その際に追手から逃れるため修行者に変装し、これが渾名の由来となった。二竜山へ入山後は、後に合流した施恩、曹正、張青、孫二娘らと共に青州で一大勢力を築く。
梁山泊の攻略に失敗した呼延灼が青州で再起を図り桃花山を攻めた際に再登場し、青州三山と梁山泊合同軍での青州攻めに加わった後そのまま梁山泊へと入山。歩兵軍の頭領の一人として活躍したが、方臘討伐の際に敵の道士・包道乙と交戦中に妖術によって片腕を失い、凱旋途中に駐屯した杭州六和寺で、中風で倒れた林冲の看病の為に残った。林冲は半年後に死去したが、武松はその後も寺男として留まり80歳で天寿を全うした。このため、梁山泊生存者が李俊の元に集結する水滸後伝でも武松だけは合流していない。

## 武松を題材とした作品

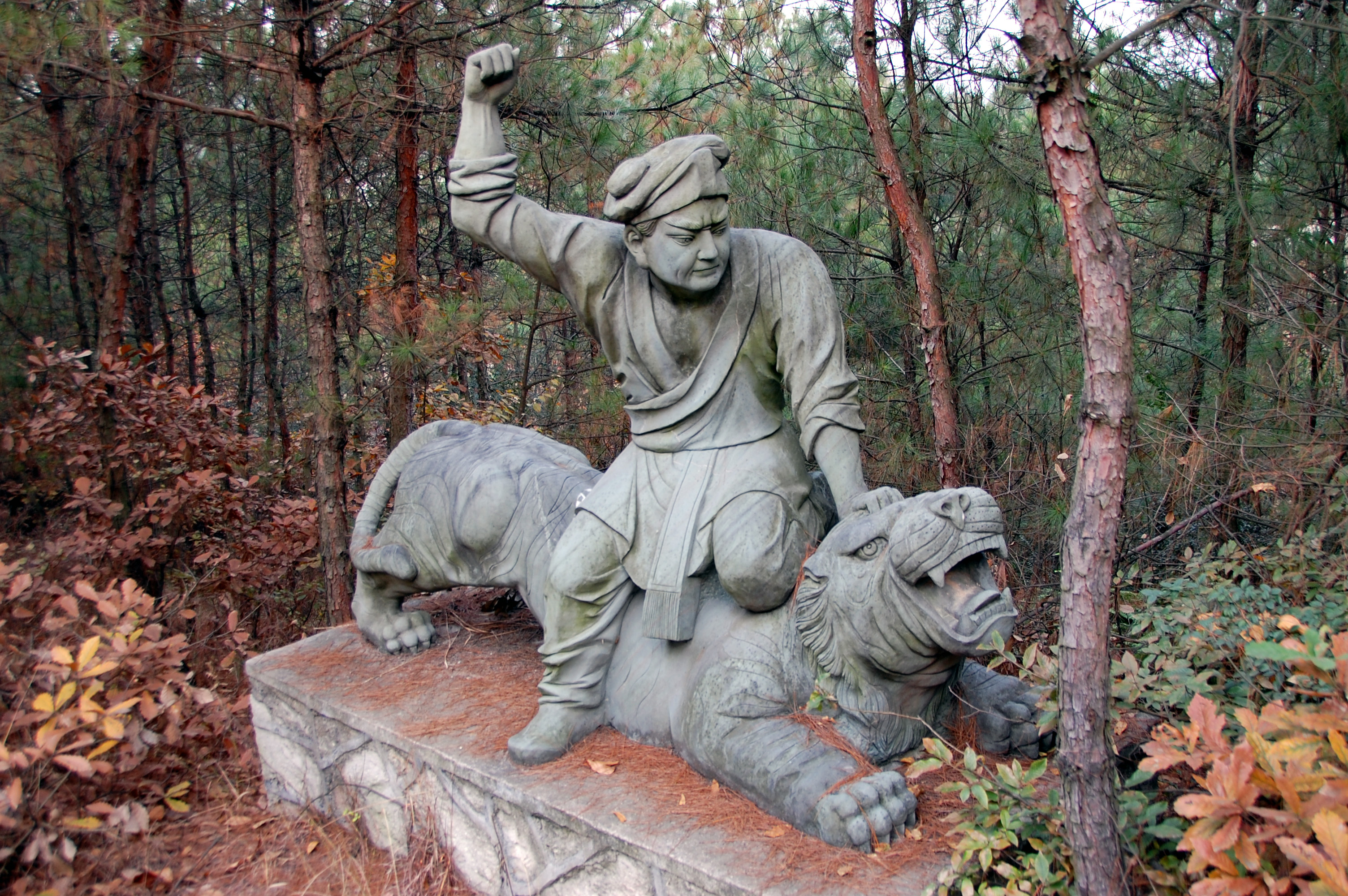
人食い虎を退治する武松。中国の映画スタジオ横店影視城にて

### 映画
- 武松 - 1982年公開の香港映画。武松役はティ・ロン（狄龍）。
- タイガーハンター 水滸外伝（原題：伏虎武松） - 2020年公開の中国映画。武松役はユアン・フーフー（袁福福）。